# Huhtamäki
Huhtamaki es una empresa finlandesa, con sede en Espoo, que fabrica y suministra embalajes para diversos usos. Entre sus principales productos se encuentran envases de cartón y demás materiales para alimentos y otros bienes de consumo, vajilla desechable y películas y laminados para usos tales como adhesivos, tiritas y etiquetas. La compañía se estableció inicialmente como fabricante de productos de confitería en 1920 y creció en tamaño con los años, llegando a ser un conglomerado industrial con líneas de productos diversos tales como ropa de mujer, medicamentos y componentes electrónicos. Una división de envasado se creó en 1965 bajo la marca Polarpak. En 1988, se decidió concentrarse en un área de negocio único. Muchas unidades de negocios fueron cedidas durante la siguiente década, incluyendo la división farmacéutica Leiras (vendida a Schering) y el inicial negocio de los dulces (que incluía la marca de Leaf International). Durante el mismo período, un gran número de empresas de envases fueron desarrolladas. Hoy Huhtamäki se centra exclusivamente en el sector del envasado, con alrededor de 16.000 empleados en más de 30 países. Sus operaciones en Estados Unidos tienen su base en De Soto, Kansas. La sociedad controlante Huhtamäki Oyj cotiza en la bolsa de Nasdaq Helsinki Ltd.